# Bill Steinmetz
Bill Steinmetz, född 24 februari 1899 och död 25 maj 1988, var en amerikansk hastighetsåkare på skridskor. Han deltog vid olympiska spelen i Chamonix 1924. Han kom tolva på 1 500 m, fjortonde på 500 m och fjortonde på 5 000 m.